# باري ستيوارت
باري ستيوارت (بالإنجليزية: Barry Stewart)‏ (6 مايو 1940 في أستراليا - 23 يوليو 1975) هو لاعب كريكت أسترالي. لعب مع فريق تسمانيا للكريكت.

## وصلات خارجية
- باري ستيوارت على موقع إي آس بي آن كريك إنفو (الإنجليزية)